# Fer à repasser

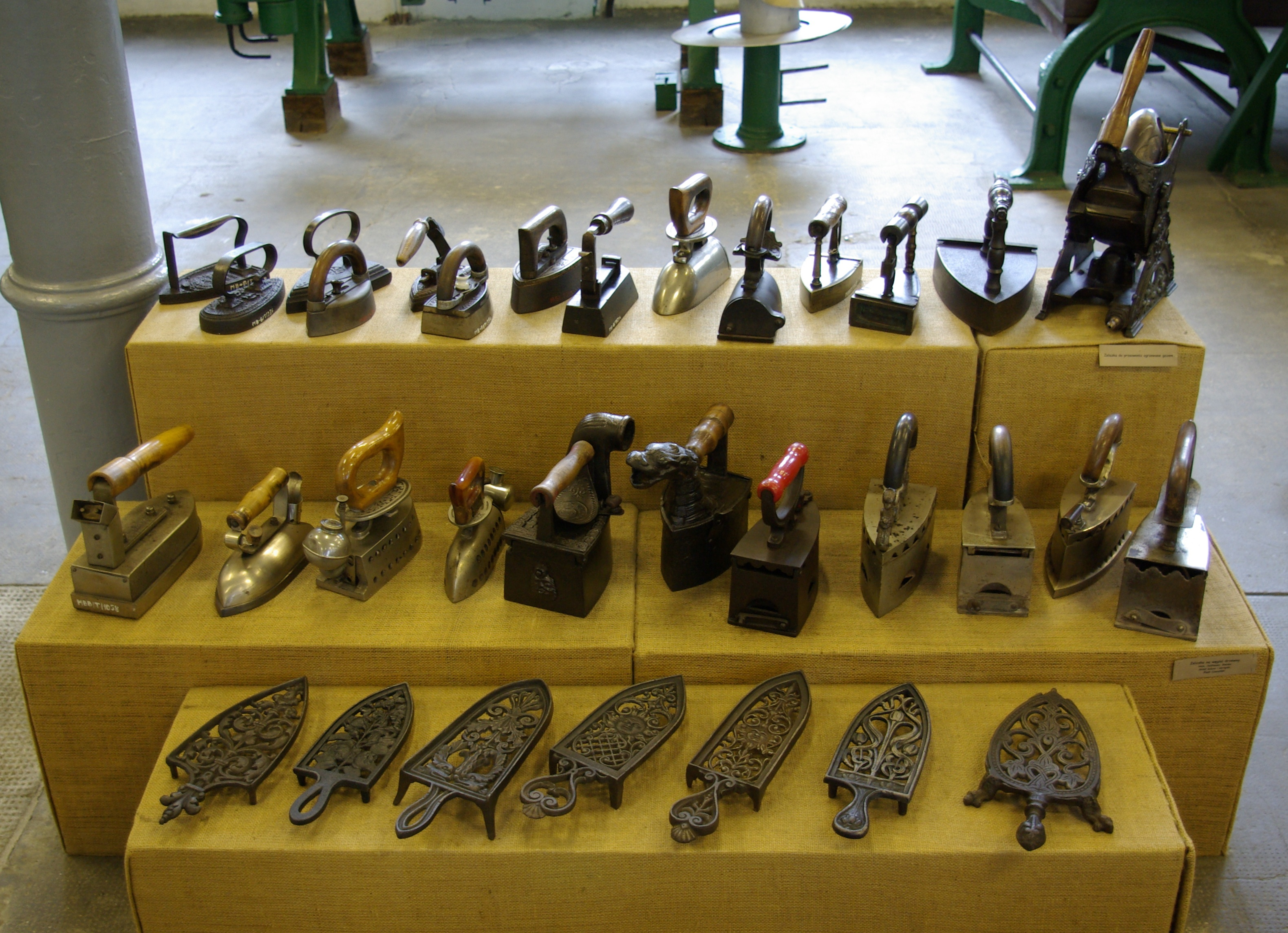
Fers à repasser anciens conservés au Musée de la technique et de l'industrie textile de Bielsko-Biała, en Pologne. L'étagère supérieure présente des fers à repasser simples, celle du milieu des fers creux à chauffage interne, et l'étagère inférieure montre des supports en métal.

Un fer à repasser est appareil utilisé pour le repassage du tissu — en général des vêtements et du linge de maison —, c'est-à-dire pour lisser les plis accumulés par le tissu au fil de son usage et pendant son  nettoyage.
Il existe de nombreux types de fer à repasser, les plus anciens mécaniques, les plus récents utilisant la vapeur et fonctionnant à l'électricité. La forme du fer, pointu à son extrémité, permet de repasser tous les coins des vêtements, tandis que son poids lisse le tissu. La partie du fer directement en contact avec le linge est appelée la « semelle ». Le fer à repasser doit être chaud pour être efficace : selon les modèles, il doit être chauffé de l'extérieur ou bien possède un mécanisme de chauffage interne. À partir du XIXe siècle, l'apparition des fers à vapeur permet également d'humidifier le linge pendant le repassage.
Divers accessoires accompagnent un fer à repasser, par exemple des supports permettant de le poser pendant ou après son utilisation, ou bien, dans le cas des fers devant être chauffés de l'extérieur, des supports conçus pour chauffer le fer avant utilisation. Le repassage se fait sur une surface horizontale dure et propre, qui peut être un support non spécialisé (comme une table quelconque) ou bien le plus souvent un support spécialisé, comme une table à repasser.

## Histoire

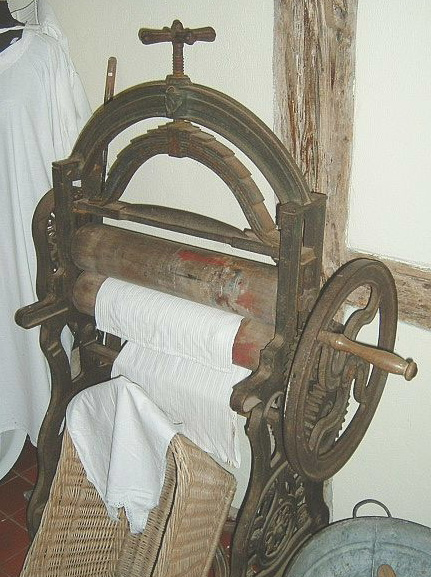
Une calandreuse dans les années 1930.

Des casseroles en métal remplies de charbon de bois ont été utilisées pour lisser les tissus en Chine au Ier siècle av. J.-C.[réf. souhaitée] À partir du XVIIe siècle, en Europe, on commence à employer des outils en fonte de forme triangulaire et munis d'une poignée que l'on chauffe dans un feu. Par la suite, on utilisa une boîte en fer remplie de charbons chauds périodiquement aérés à l'aide d'un soufflet attaché. Ce type de fer était en vente aux États-Unis au moins jusqu'en 1902.
Dans la seconde moitié du XVIIIe siècle en France, l'article « fer à repasser » de l'Encyclopédie connaît deux types de fers à repasser : les fers simples et les fers dits « en cage », chauffés par un morceau de fer chauffé à blanc que l'on place à l'intérieur. L'article accorde une attention particulière aux procédés de fabrication des fers : à cette époque, ils sont fabriqués à la main par des taillandiers qui en forgent et en ajustent les éléments métalliques.
L'invention du fer à résistance électrique est attribuée à Henry W. Seely de New York en 1882 (brevet du 6 juin 1882). La même année, un fer utilisant un arc de carbone a été présenté en France, mais il fut jugé trop dangereux. Le premier fer utilisant un thermostat est apparu dans les années 1920. Léo Trouilhet, ingénieur Arts & Métiers Supélec, fonde la société Calor, lançant la même année sur le marché le premier fer à repasser électrique européen, puis en 1963 le Vapo Matic, premier fer à vapeur. En 1959, Dominique Berduçone fait breveter le premier fer à repasser sans fil et en 1983, le Français André Sallé, un retraité de Cabourg, invente le Chromex vapeur, premier fer à repasser à vapeur sans fil.

## Principaux types de fers à repasser

### Fers simples
Les fers les plus simples sont des ustensiles lourds et durs, plus pointus à leur extrémité afin de lisser les coins des vêtements. Il faut les chauffer de l'extérieur jusqu'à la température voulue en les plaçant sur une surface chaude quelque temps avant le début du repassage. À l'époque contemporaine, les modèles de fers électriques, plus sophistiqués, sont les plus répandus, mais les fers mécaniques sont toujours utilisés.
Selon les lieux et les époques, il a existé de nombreuses formes de fers à repasser, ainsi que de multiples décorations possibles. Les fers anciens faits de métal étaient parfois décorés sur le dessus.

### Fers spécialisés

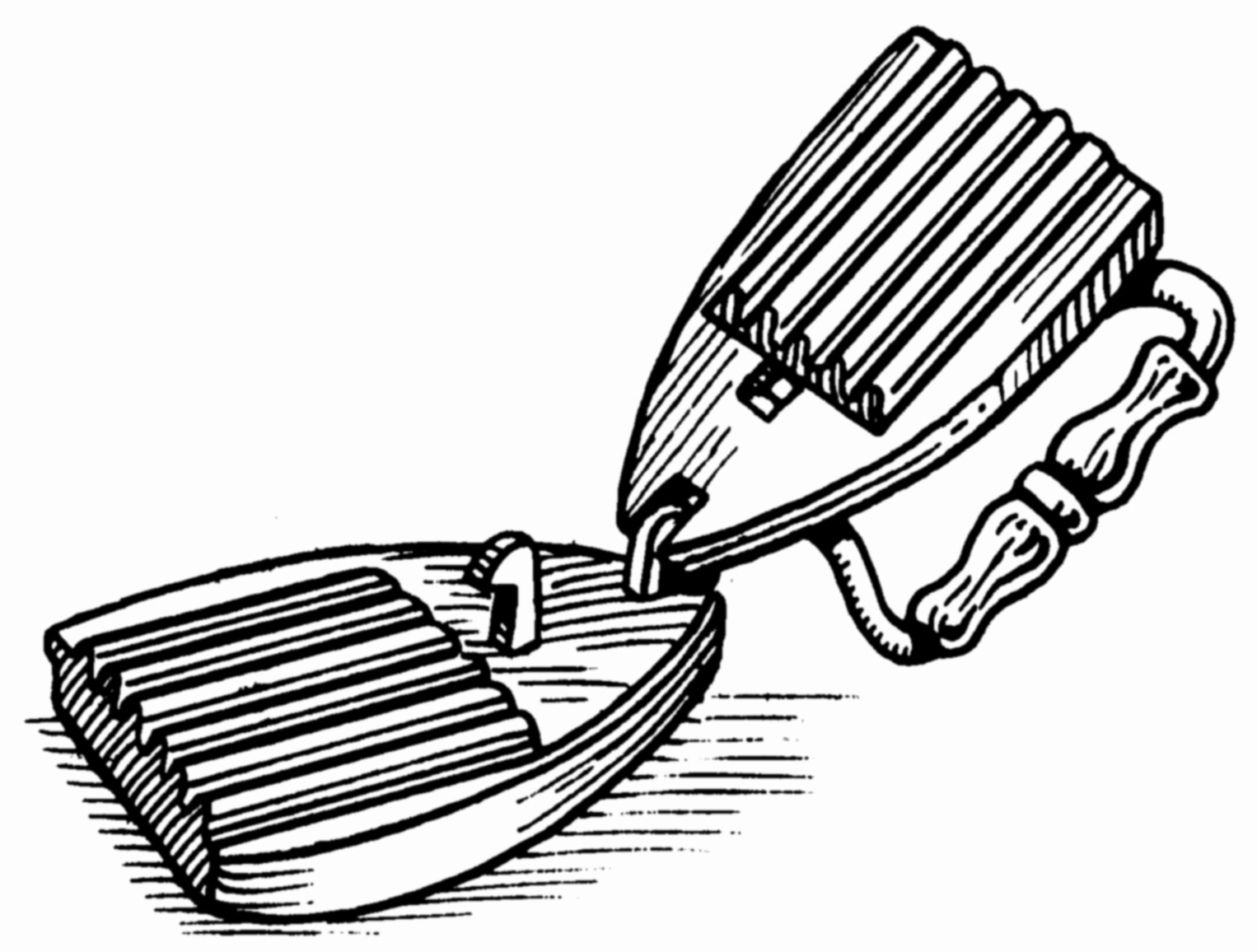
Schéma d'un fer à gaufrer.

Il existe de très nombreux modèles différents de fers mécaniques spécialisés, conçus pour le repassage d'un type de vêtement ou d'un élément de vêtement en particulier. Dans la seconde moitié du XVIIIe siècle en France, l'article « Fer à repasser » de L'Encyclopédie évoque, en plus des fers à repasser courants, les fers spécialement adaptés utilisés par les chapeliers : ils sont décrits comme « presque aussi larges que longs, mais presque toujours ronds de la tête ».
Les fers à gaufrer ou à plisser permettaient de plisser certaines pièces de dentelle. De nombreux fers possédaient des formes différentes permettant de repasser avec précision des éléments pour lesquels un fer de taille habituelle s'avérait trop peu précis.

### Accessoires pour fers simples
Les fers à repasser les plus simples n'ont pas toujours de support de rangement, mais ils sont parfois pourvus d'un support de rangement séparé.
Au temps où les fers simples étaient répandus, il existait des modèles de supports conçus pour servir de foyers, chauffés comme des poêles à charbon, et permettant de mettre à chauffer de nombreux fers simultanément.

### Fers anciens à chauffage interne

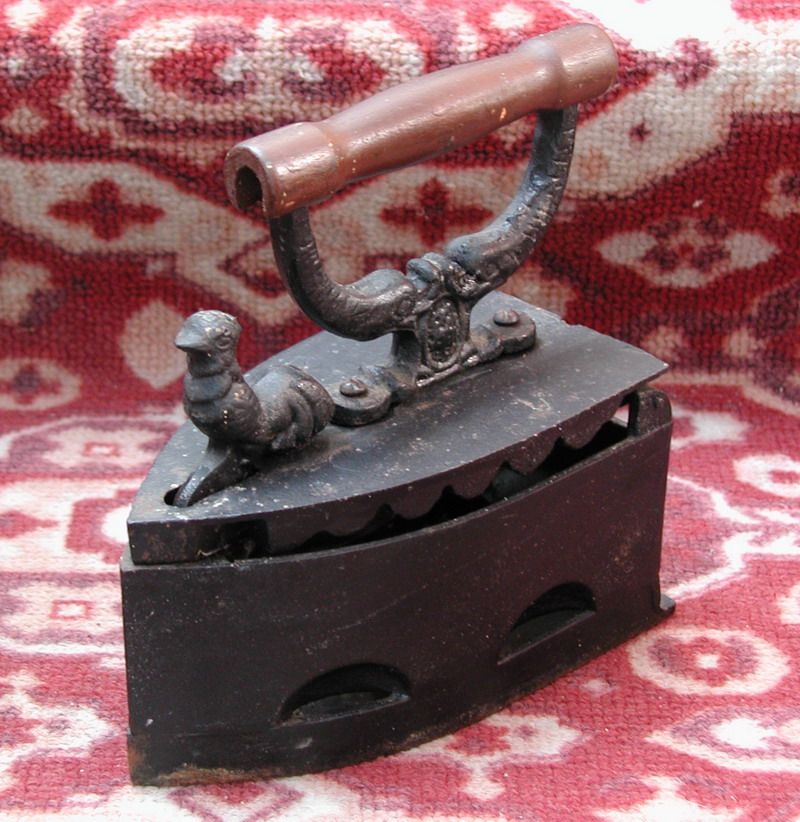
Fer à repasser à charbon (XIXe siècle ou début XXe siècle).

Il a très tôt existé des modèles de fers à repasser pourvus d'un mécanisme de chauffage interne. Ce sont des fers creux, dont la partie supérieure peut s'ouvrir comme un couvercle, et à l'intérieur desquels on place une source de chaleur. De nombreuses sources de chaleur différentes peuvent être employées. Dès le XVIe siècle au moins il existe des fers à repasser creux dans lesquels on place un morceau de fer rouge ; un support intérieur évite au fer rouge de toucher directement le fond de l'ustensile, ce qui abîmerait le linge par un excès de chaleur.
Un autre type ancien de fer à chauffage interne emploie un chauffage au charbon : ce sont alors des braises que l'on place à l'intérieur du fer. Les fers de ce type comportent des ouvertures servant à l'aération sur les côtés, ou bien une ouverture placée sur le dessus, avec un conduit qui évacue la chaleur vers le côté.

### Fers à vapeur électriques à réservoir intégré

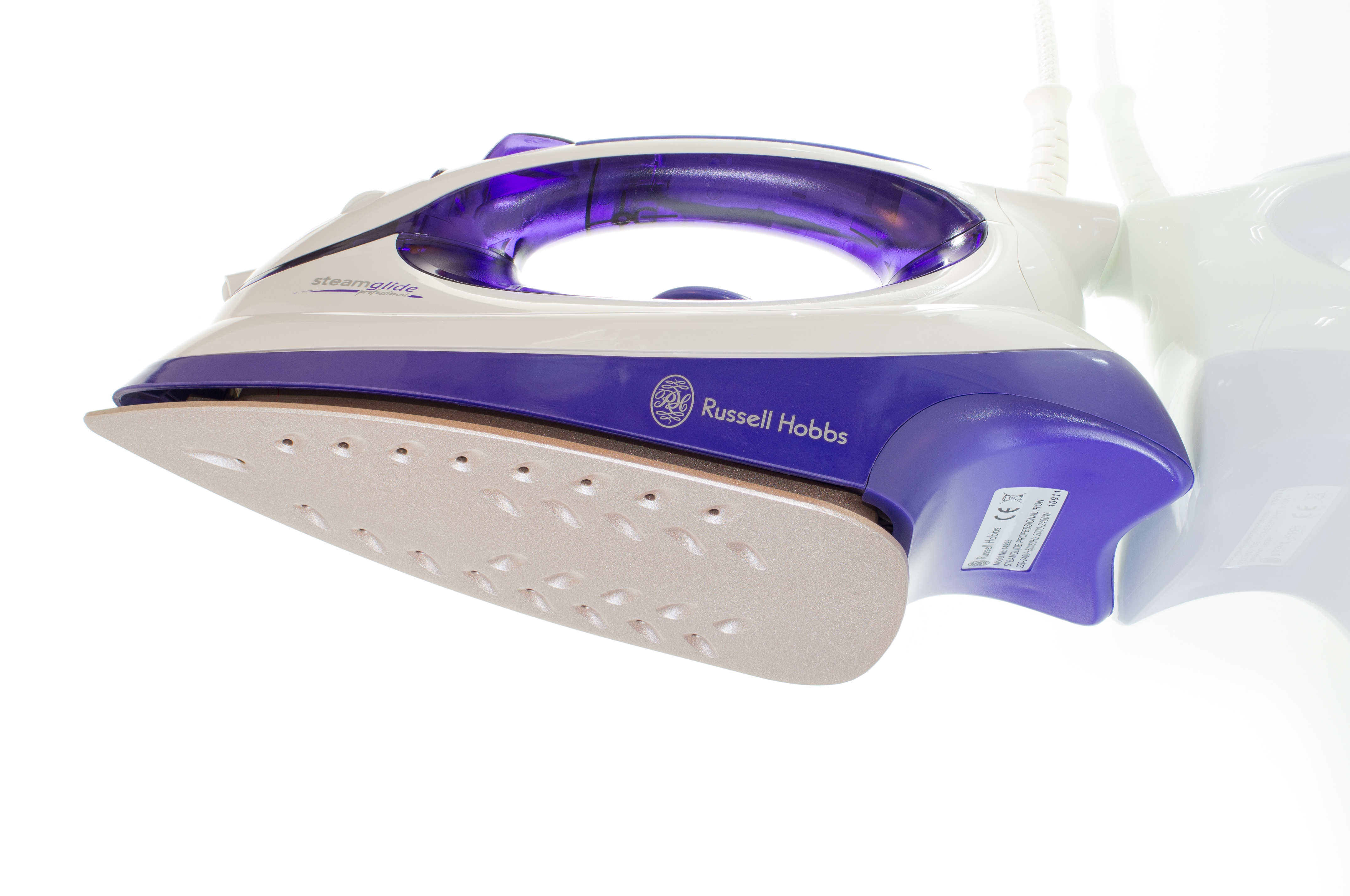
Fer à vapeur électrique contemporain (années 2010).

Le fer à repasser électrique est chauffé de l'intérieur au moyen d'une résistance électrique. La partie métallique, appelée semelle, n'est plus faite de fer mais d'aluminium, plus léger. L'élément de chauffe est commandé par un thermostat qui maintient la température souhaitée. Les modèles de fers à réservoir intégré sont creux et incluent un réservoir d'eau qui leur confère aussi une partie de leur poids.
Les fers du XXe siècle et du début du XXIe siècle sont généralement munis des dispositifs suivants :
- éjection de vapeur par la semelle lors du repassage ;
- un indicateur montrant la quantité d'eau disponible dans le réservoir ;
- un thermostat assurant une température constante ;
- un cadran indiquant la gamme des températures possibles (classées selon le type de tissu : laine, coton, etc.) ;
- un dispositif qui envoie la vapeur dans les vêtements de façon continue ;
- une commande anti-brûlure : si le fer reste immobile trop longtemps, le courant est interrompu pour empêcher les brûlures et les incendies, mais également pour économiser l'énergie.

Il existe généralement un dispositif permettant de mettre le fer au repos. Cela peut simplement consister à le poser verticalement sur son extrémité, l'arrière ou l'un des côtés du fer étant conçu pour lui permettre de rester stable dans cette position.

### Fers à vapeur électriques à centrale à vapeur

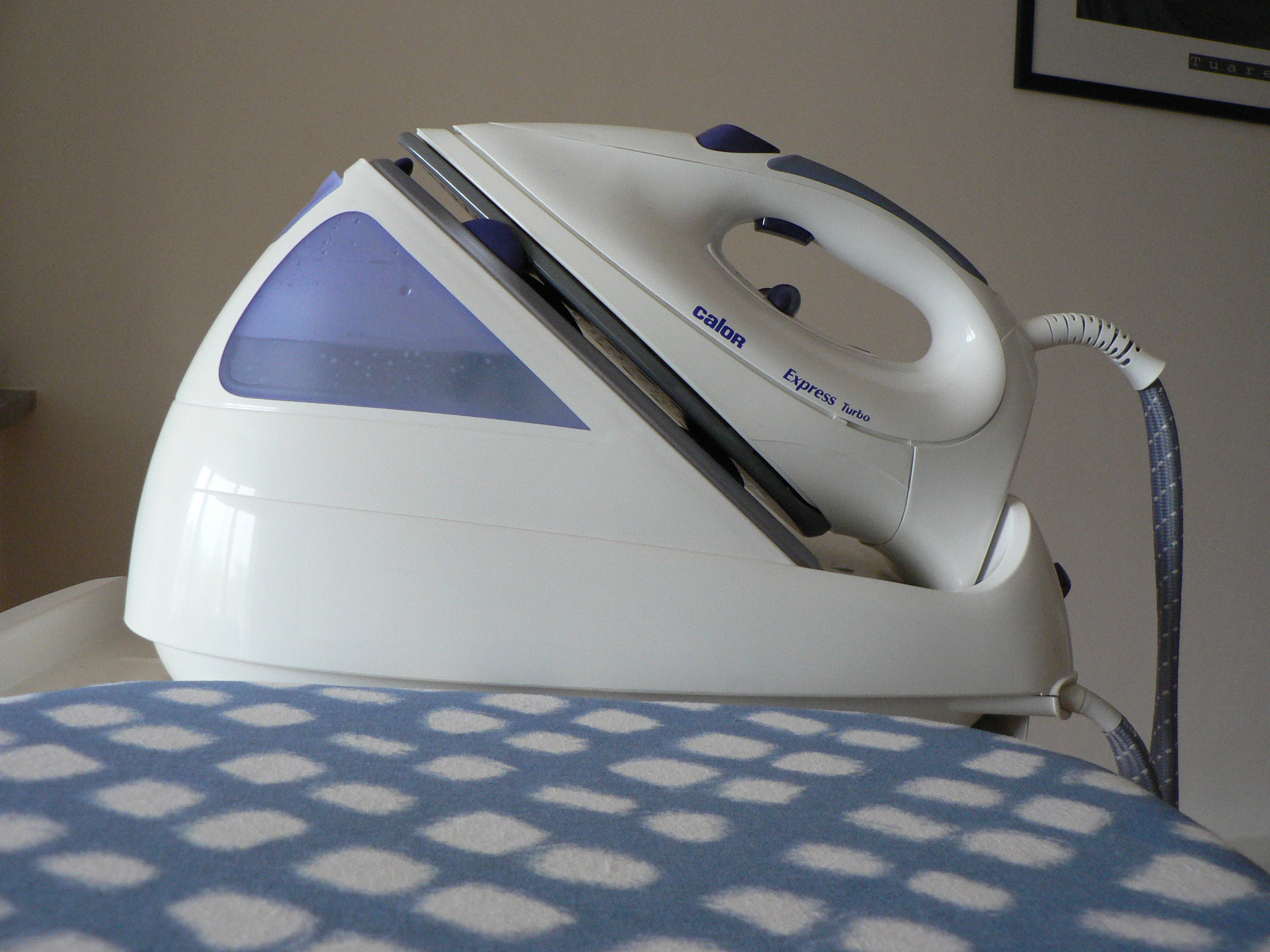
Fers à vapeur électrique à centrale.

Un autre type de modèle de fer à repasser électrique utilise un réservoir d'eau externe, placé dans une centrale à vapeur. Le fer est relié à la centrale par un tuyau d'acheminement d'eau et par un fil électrique. La centrale à vapeur comprend généralement un support de rangement adapté qui permet d'y poser le fer entre les utilisations.

### Autres modèles d'ustensiles à repasser
À l'époque contemporaine, il existe d'autres ustensiles spécialisés permettant de repasser les vêtements. Le rouleau à repasser consiste en un rouleau disposé horizontalement sur un support et chauffé à la vapeur comme un fer : il est adapté au repassage du linge de maison (par exemple des draps), que l'on presse entre le rouleau et le support. Il existe aussi plusieurs modèles de machines à repasser à vapeur, souvent destinées aux professionnels du nettoyage, qui permettent de repasser plus rapidement et plus efficacement que les fers destinés à un usage quotidien.
Enfin, il existe aussi des presses à repasser, fabriquées sur le modèle des machines professionnelles, mais destinées à l'usage domestique, des générateurs vapeur, et des défroisseurs.

### Jouets
Aux époques anciennes et jusqu'à l'époque contemporaine, il existe des répliques de fers à repasser destinées aux enfants. Ce sont en général des répliques plus petites des ustensiles réels, en fer ou au XXe siècle en plastique, qui, contrairement aux fers réels, ne chauffent pas (ou pas autant).

## Musées
Les fers à repasser anciens sont parfois conservés dans les musées consacrés aux techniques ou à l'artisanat. En France, il existe un musée du lavage et du repassage, à Verneuil-en-Bourbonnais, dans l'Allier. Il existe également un Musée du fer à repasser à Longwy, où l'on retrouve une des plus grandes collections d'Europe (plus de 3 000 pièces) en 2016, 5 000 pièces en 2020. Le Musée de la chemiserie et de l'élégance masculine à Argenton-sur-Creuse conserve une petite collection de fers à repasser, outils employés par les ouvrières chemisières au même titre que les machines à coudre dans le processus de confection et d'emballage des chemises au XIXe siècle et au XXe siècle avant sa robotisation.

## Collection
Le fer à repasser est aussi un objet de collection. Les collectionneurs de fers à repasser et d'objets en rapport avec le repassage sont appelés « pressophiles », ou « sidérophiles ».